# Лагунова, Тамара Алексеевна
Тама́ра Алексе́евна Лагуно́ва (род. 25 апреля 1944, Бахчисарай) — украинская оперная певица (сопрано). Народная артистка Украинской ССР (1991).

## Биография
Родилась в 1944 году в Бахчисарае. Отца никогда не видела. Мать бросила Тамару и её старшую сестру Валентину сразу после родов. Вернулась только через семь лет с новым мужем и ещё двумя маленькими детьми.
Семья часто переезжала: сначала в Архангельскую область, потом - в Алтайский край. Школу-семилетку Тамара Лагунова окончила в селе Целинном. В тринадцать лет ушла из дома. Три года работала в колхозе - убирала в поле, пасла и доила коров.
Поступила в Барнаульское культпросветучилище на дирижёрско-хоровое отделение. Первый преподаватель академического вокала Галина Латышева посоветовала поступать в консерваторию.
Через год с рекомендательным письмом Тамара Лагунова отправилась в Новосибирск. Чтобы обеспечить себя на время учебы в Новосибирской государственной консерватории им. М. И. Глинки, работала гардеробщицей, санитаркой, уборщицей, переписчицей нот. В то время Тамаре помогала справляться с трудностями её преподавательница - Народная артистка СССР Лидия Мясникова.
По окончании консерватории три с половиной года работала в Самаркандском театре оперы и балета (Узбекистан), где исполняла партии Чио-Чио-сан ("Мадам Баттерфляй" Джакомо Пуччини), Джильды ("Риголетто" Джузеппе Верди), Татьяны ("Евгений Онегин" Петр Чайковский).
С 1977 года работает в Донецком национальном академическом театре оперы и балета имени А. Б. Соловьяненко.
Студентка донецкого филиала Всемирного Духовного Университета.
Лауреат областной комсомольской премии им. Артема и Всесоюзного смотра творческой молодежи (1978 год).

## Награды и звания
- 1991 — Народная артистка Украинской ССР[4].